# Metagonia furcata
Metagonia furcata är en spindelart som beskrevs av Huber 2000. Metagonia furcata ingår i släktet Metagonia och familjen dallerspindlar. Inga underarter finns listade i Catalogue of Life.